# Glaresis pardoi
Glaresis pardoi es una especie de coleóptero de la familia Glaresidae.

## Distribución geográfica
Habita en Túnez.